# Gawain and the Green Knight (film)
Gawain and the Green Knight er en film fra 1973, der er instrueret af Stephen Weeks, og med Murray Head som Gawain og Nigel Green i rollen som Den Grønne Ridder i sin sidste spillefilm. Historien er baseret på den middelalderlige fortælling i digtet Sir Gawain and the Green Knight og også Yvain, the Knight of the Lion af Chrétien de Troyes samt legenden om Sir Gareth i Thomas Malorys Le Morte d'Arthur.
Blandt de lokationer, som blev brugt til filmen, er Cardiff Castle, Caerphilly Castle og Castell Coch i Wales; Peckforton Castle i Cheshire samt St Michael's Mount og Roche Rock i Cornwall. St Govan's Chapel ud til Pembrokeshire kyst blev også brugt.
Weeks instruerede endnu en film og Den Grønne Ridder i 1984 som fik titlen Sword of the Valiant, hvor Miles O'Keeffe og Sean Connery spillede hhv. Gawain og Den Grønne Ridder.

## Medvirkende
- Murray Head som Gawain
- Ciaran Madden som Linet
- Nigel Green som Den Grønne Ridder
- Anthony Sharp som King
- Robert Hardy som Sir Bertilak
- David Leland som Humphrey
- Murray Melvin som Seneschal
- Tony Steedman som Fortinbras
- Ronald Lacey som Oswald
- Willoughby Goddard som Knight
- George Merritt som gammel ridder
- Pauline Letts som Lady of Lyonesse
- Richard Hurndall som Bearded Man
- Peter Copley som Pilgrim
- Geoffrey Bayldon som Wiseman